# Wellsteeds
Wellsteeds is een voormalig warenhuis in Reading in het Engelse Berkshire. 

## Geschiedenis
In de 19e eeuw had William Hedgcock Wellsteed (1819-1895) een linnen stoffenhandel aan 1-2 Middle Row, tot hij een nieuwe winkel opende op de begane grond aan 7 King Street.   
In augustus 1858 ging W.H. Wellsteed een partnerschap aan met zijn voormalige medewerkers, de heren Grace en Hutt met het vooruitzicht dat hij zich uit de actieve leiding van de winkel wilde terugtrekken. De winkel was voor 10 dagen gesloten, waarna er een grote heropening plaats vond op 20 augustus. In 1861 verhuisde Wellsteed naar een betere locatie in Broad Street op de hoek met Minster Street, waar het 'een schitterend textielwarenhuis' opende. Het warenhuis werd in de jaren 1930 overgenomen door Debenhams. 
Op 10 februari 1943 werd Wellsteeds verwoest door een bom. Bij het bombardement kwamen 42 personen om het leven en als het geen woensdag was geweest, zou dit aantal hoger geweest zijn omdat de winkels zoals gebruikelijk op woensdag eerder sloot. Het grondstuk bleef daarna jarenlang onbebouwd.
In 1973 werd het warenhuis omgedoopt tot een Debenhams-filiaal. Op de locatie van het warenhuis staat nu het winkelcentrum The Oracle, waar tot het faillissement in 2021 een Debenhams-filiaal ondergebracht was.